# 梅日里奇卡 (科羅斯堅區)
51°4′28″N 28°46′12″E / 51.07444°N 28.77000°E

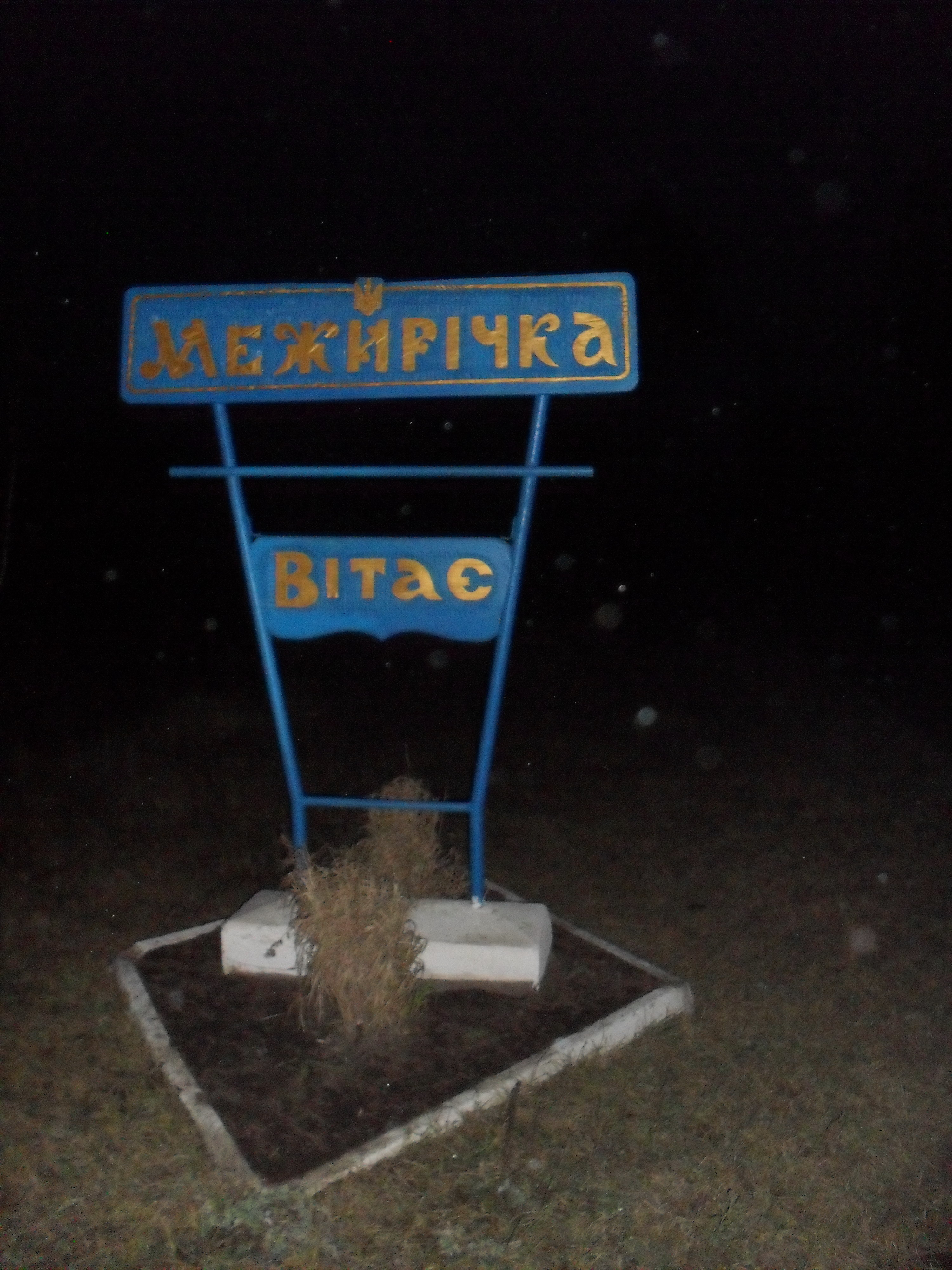

梅日里奇卡（烏克蘭語：Межирічка），是烏克蘭的村落，位於該國北部日托米爾州，由科羅斯堅區負責管轄，始建於1616年，面積1.73平方公里，海拔高度151米，2001年人口233，人口密度每平方公里136.42人。